# Michel Colombier (1853-1922)
Ne doit pas être confondu avec Michel Colombier.
Pour les articles homonymes, voir Colombier.
Michel Léon Colombier est un avocat et homme politique français, né le 27 février 1853 à Clermont-Ferrand et mort le 26 juin 1922 à Vannoz.

## Biographie
Fils de François Nicolas Colombier, négociant, et de Marie Delphine Celme, Michel Léon Colombier nait le 27 février 1853 au domicile de ses père et mère situé à Clermont-Ferrand, section sud, 7 rue Dumas.
Il épouse, le 14 avril 1896, à Neuilly-sur-Seine, Clémence Henriette Grange (1868-...), fille de Jean Ernest Grange et de Marie Eulalie Noémi Simon, propriétaires,, avec laquelle il a une fille, Jeanne Marie (1897-1968) qui épousera, en 1922, Dominique Marie Louis Audollent (1897-1972), futur bâtonnier de l'ordre, avec lequel elle aura neuf enfants dont l'actrice, Marie-Françoise Audollent.
Suivant testaments olographes en date des 26 mai 1917, et 21 et 22 décembre 1918, Étienne Lamy, secrétaire perpétuel de l'Académie française, l'institue légataire universel. Cependant, par acte de donation en date du 4 mai 1916, il a également fait un legs universel au profit de l'académie pour créer des prix, entrainant une transaction qui sera approuvée, en séance du 21 juillet 1921. Par décret du 10 août suivant, le président de la république, Alexandre Millerand, autorise le secrétaire perpétuel de l'établissement à accepter cette donation, dans les conditions visées dans les testaments et la transaction entre Michel Colombier et l'Académie et décrète que les fonds provenant de ce legs seront placés en rente sur l'état.
Appelé dans le Jura en sa qualité d'exécuteur testamentaire d'Étienne Lamy, il décède subitement à Vannoz, le 26 juin 1922.
Ses obsèques sont célébrées le 3 juillet suivant, en l'église Saint-Eutrope, à Clermont-Ferrand, en présence d'une assistance considérable. Les cordons de poêle sont tenus par Marius Billy, bâtonnier avec lequel il était très proche, Joseph Vignancour, ancien bâtonnier, Monsieur Bouchet, vice-président de la société de secours mutuel La Fraternelle, Monsieur le Comte de Pontgibaud, président de l'académie des sciences, belles-lettres et arts de Clermont-Ferrand, Monsieur Lespinas et Antoine Trincard-Moyat, député.

## Carrière juridique
Il suit des études juridiques à la faculté de droit de Paris et soutient sa thèse pour le doctorat, intitulée Droit romain : De la pénalité en droit romain, des aggravations et des atténuations qu'elle pouvait subir - Droit français : Des fonctions de président en matière pénale, le 18 juillet 1881.
Après avoir effectué son stage au barreau de Paris, il s'inscrit, en 1881, au barreau de Clermont-Ferrand où il est admis le 16 janvier 1882.
Le 20 novembre 1894, il est élu, à l'unanimité, bâtonnier de l'ordre des avocats du barreau de Clermont-Ferrand, faisant suite à Henri Tallon. Il est maintenu dans ses fonctions, à l'unanimité, à l'élection du 17 novembre 1895.
Il sera élu, une troisième fois, bâtonnier de l'ordre, le 15 juillet 1914, faisant suite à Jean Henri Tamisier.
Il est élu membre du conseil de l'ordre :
- à l'unanimité, le 10 novembre 1890 et désigné pour remplir les fonctions de secrétaire[12],[7],
- le 21 novembre 1891 et désigné pour remplir les fonctions de secrétaire[13],
- le 13 novembre 1892 et désigné pour remplir les fonctions de secrétaire[14],
- le 17 novembre 1893 et désigné pour remplir les fonctions de secrétaire[15],
- le 27 novembre 1896 et délégué au bureau de l'assistance judiciaire[16],
- le 12 novembre 1897 et délégué au bureau de l'assistance judiciaire[17],
- le 15 novembre 1898 et délégué au bureau de l'assistance judiciaire[18],
- le 28 novembre 1899 et délégué au bureau de l'assistance judiciaire[19],
- le 14 novembre 1902[20],
- le 3 novembre 1903[21],
- le 13 novembre 1906[22],
- le 5 novembre 1907[23],
- le 11 octobre 1912[24],
- le 16 juillet 1913[25],
- le 17 juillet 1919[26],
- le 30 juin 1920[27].

### Quelques affaires

#### Les vignerons de Monton
En mars 1896, il assure la défense de la commune de Monton dans une affaire, portée devant le tribunal civil de Clermont-Ferrand, l'opposant à monsieur Bert, défendu par maitre Clausels, du barreau de Riom. Les vignerons de Monton, soutenus par la population, ont en effet, le 17 novembre précédent, détruit une cargaison de vin de sucre, après avoir érigé des barricades dans la petite commune de Monton, connue pour ses crus d'exception. Depuis quelques années, des fabricants de vins artificiels, ont établi des fabriques, parfois clandestine, aux abords de la ville, au grand préjudice de ces vignerons. Malgré une pétition adressée au conseil général, en avril 1895, afin d'obtenir son intervention, leurs intérêts ne sont pas défendus et ils décident donc de se faire justice. Le propriétaire du vin attaque alors la commune en dommages et intérêts,.

#### La bande Thomas ou les dévaliseurs d'églises
En 1907, alors que doit s'ouvrir, devant la cour d'assises de la Haute-Vienne, le procès des frères Thomas, suspectés de nombreux vols d'objets d'art et d'églises perpétrés de 1904 à la fin de l'année 1907, un antiquaire de Clermont-Ferrand, Michel Dufay, est désigné par Antony et François Thomas comme étant l'instigateur des larcins ou, du moins, le complice. L'antiquaire est donc arrêté, à Clermont-Ferrand, le 7 novembre, et transféré, dès le lendemain, à Limoges. Maître Colombier se charge alors d'organiser et de soutenir la défense de l'antiquaire, mais quelques jours après le début de l'instruction, il se dessaisit du dossier. Michel Dufay sera condamné pour le vol de la châsse d'Ambazac.
Il comparait, en décembre 1908, devant la cour d'assises de Riom, pour un nouveau procès pour vol et recel de la Vierge à l'enfant de la Sauvetat et du buste de Saint-Baudime, conservé dans l'église romane de Saint-Nectaire, dont l'accusation est soutenu par l'avocat général, Joseph Depeiges. Il assure à nouveau la défense de l'antiquaire qui est, cette fois-ci, acquitté,.

## Carrière politique

### Au conseil général (1892-1904)
À l'issue du scrutin de ballottage du 7 août 1892, il est élu conseiller général dans le canton de Clermont-Ferrand-nord, faisant au conseiller sortant, le docteur Antoine Blatin, ayant recueilli 1 328 voix sur le 2 173 suffrages exprimés, pour 4 999 inscrits, contre 819 voix au candidat de l'union républicaine, le docteur Ledru, au profit duquel Paul Guyard et monsieur Gaultier de Biauzat se sont désistés,,.
En sa qualité d'avocat, il est désigné, en 1893, par l'administration pour défendre les intérêts du département dans une affaire l'opposant à la compagnie sucrière de Bourdon quant à la détermination des subventions industrielles dues par cette dernière au vu des dégradations causées et portée, le 1er mars, devant le conseil de préfecture.
En 1895, il est tiré au sort pour composer la 3e commission ayant compétence pour traiter des questions relatives au chemin de fer, aux routes nationales et départementales, à la navigation, à la pêche fluviale ainsi qu'au service hydraulique. Il en est par ailleurs désigné secrétaire.
En application des dispositions de l'article 44 de la loi du 30 octobre 1886 dite loi Goblet portant réorganisation des conseils départementaux, il est désigné, le 1er septembre 1898, pour siéger, durant trois ans, au conseil départemental de l'instruction primaire.
Le 22 août 1900, il est désigné pour composer, avec les conseillers Bonnefoy, Corre et Thave, la commission interdépartementale de l'Allier et du Puy-de-Dôme chargée d'étudier la question du prolongement de la ligne de chemin de fer entre Gerzat et Maringues jusqu'à Vichy. En séance du 9 avril 1902, son pouvoir au sein de la commission dont il est nommé président est prorogé.
En séance du 25 avril 1903, il est élu, au premier tour de scrutin, par 31 voix pour 35 votants, membre de la commission d'études du réseau des tramways départementaux placée sous la présidence du président du conseil général, Edmond Guyot-Dessaigne.
Suivant délibérations du conseil général de l'Allier en date du 11 avril 1904 et du conseil général du Puy-de-Dôme du 13 avril suivant, il est nommé membre de la commission interdépartementale chargée d'étudier le raccordement des lignes ferrées à voie étroite de l'Allier et du Puy-de-Dôme.
Il se présente à nouveau aux élections départementales de 1904, comme candidat réactionnaire, face à Antoine Marie-Charles Fabre, maire de Clermont-Ferrand et candidat républicain. Il s'incline, dès le premier tour, organisé le 31 juillet, comme ayant recueilli 1 228 voix sur les 3 335 suffrages exprimés pour 5 668 votants, son adversaire obtenant 2 047 voix.

#### Vœux
En tant que conseiller général, il émet ou s'associe aux vœux suivants :
- que les trains portant les numéros 883 et 886, venant respectivement de Clermont-Ferrand et de Laqueuille, desservent la gare de Chanat (1893)[37],
- que le réseau téléphonique du département soit également ouvert à la transmission des messages téléphonés et non plus uniquement télégraphiques (1895)[38],
- avec Jules Marignier-Goutay, maire de Joze et conseiller dans le canton de Maringues, Léon Chabory, maire du Mont-Dore et conseiller dans le canton de Veyre-Monton, Pierre Philippe Petit, notaire et conseiller dans le canton de Pontaumur, et Gilbert Desmonteix, conseiller dans le canton de Pionsat, adressé à la compagnie des chemins de fer de Paris à Lyon et à la Méditerranée, tendant au maintien des deux express montant et descendant de Clermont-Ferrand à Nîmes, Marseille et Montpellier, ayant fonctionné durant la période estivale (1896)[45],
- avec Jules Marignier-Goutay, maire de Joze et conseiller dans le canton de Maringues, Léon Chabory, maire du Mont-Dore et conseiller dans le canton de Veyre-Monton, Pierre Philippe Petit, notaire et conseiller dans le canton de Pontaumur, et Gilbert Desmonteix, conseiller dans le canton de Pionsat, adressé à la compagnie des chemins de fer de Paris à Lyon et à la Méditerranée, tendant à augmenter la vitesse de l'express partant de Clermont-Ferrand à 9 heures afin que ce dernier bénéficie de la même vitesse que le train d'été mettant deux heures et demie de moins pour rejoindre Paris (1896)[45],
- avec Jules Marignier-Goutay, maire de Joze et conseiller dans le canton de Maringues, Léon Chabory, maire du Mont-Dore et conseiller dans le canton de Veyre-Monton, Pierre Philippe Petit, notaire et conseiller dans le canton de Pontaumur, et Gilbert Desmonteix, conseiller dans le canton de Pionsat, adressé à la compagnie des chemins de fer de Paris à Lyon et à la Méditerranée, tendant à augmenter la vitesse du train numéro 2477 afin que ses voyageurs puissent arriver à Lyon avant minuit (1896)[45],
- avec Camille Thave, maire de Ris, conseiller dans le canton de Châteldon, et Jules Marignier-Goutay, tendant à l'application d'une réduction sur les billets de chemin de fer pour les communes situées dans la banlieue de Clermont-Ferrand et de Vichy (1898)[39],
- avec Guillaume Boutarel, maire de Pontgibaud et conseiller du canton de Pontgibaud, tendant au rétablissement du camp et du champ de tir de la Fontaine du Berger (1898)[39],
- avec les conseillers Guillaume Boutarel, Jean Corre, notaire, du canton de Randan, le docteur Pierre Florand, maire de Bourg-Lastic, du canton de Bourg-Lastic, Antoine Bony-Cisternes, député, maire de Saint-Cirgues, du canton de Champeix, Joseph Pouyet, avocat, maire de Sauvagnat, du canton d'Herment, Jean-Baptiste Guyot-Lavaline, sénateur, du canton de Vic-le-Comte, Franck Chauvassaignes, maire de Saint-Genès-Champanelle, chevalier du mérite agricole et officier de l'ordre du Sauveur de Grèce, du canton de Clermont-Ferrand sud-ouest, le docteur Amable Mazuel, du canton de Manzat, Jean-Antoine Chometon, instituteur, maire de Grandval, du canton de Saint-Amant-Roche-Savine, Étienne de Chazelles, ancien préfet, maire de Thuret, du canton d'Aigueperse, Antoine Porte, notaire, du canton de Saint-Germain-Lembron, Thomas Sénectaire, vétérinaire, chevalier du mérite agricole, maire de Saint-Amant-Tallende, du canton de Saint-Amant-Tallende, Guillaume Serre, notaire, du canton d'Ardes, Eugène Gauttier, maire d'Issoire, du canton d'Issoire, Pierre Vincent Francisque Brun, maire de Sauxillanges, du canton de Sauxillanges, Pierre Philippe Petit, notaire, du canton de Pontaumur, le comte Guillaume de Chabrol-Tournoël, maire de Jozerand, du canton de Combronde, Pierre-Jean Sabaterie, maire d'Arlanc, du canton d'Arlanc, Henri Lecoq, maire de Neuf-Église, chevalier du mérite agricole, du canton de Menat, le docteur Adolphe Miomandre, du canton de Riom Ouest, Pierre Noël Béchon, maire de Saint-Rémy-sur-Durolle, du canton de Saint-Rémy-sur-Durolle, Maxime Mangerel, maire de Pionsat, du canton de Pionsat, Georges Bonnefoy-Germain, maire de Saint-Beauzire, chevalier du mérite agricole, du canton d'Ennezat, Noël Chamerlat, député, maire de Courpière, du canton de Courpière, et le docteur Camille Chapot, maire de Saint-Anthème, chevalier du mérite agricole, du canton de Saint-Anthème, tendant au rétablissement et à l'augmentation du crédit relatif au remplacement des toitures en chaumes par des toitures incombustibles (1899)[46].
- que la compagnie d'Orléans mette en place, au moins pour la période thermale, des trains express permettant de mieux desservir les stations de Royat, Mont-Dore et de la Bourboule (1900)[40],
- avec les conseillers Boutarel, docteur Victor Bataille, sénateur, du canton de Saint-Gervais, Chamerlat, docteur Chapot, docteur Victor Corny, du canton de Lezoux, Corre, docteur Darteyre, Gauttier, Lecoq, Mangerel, Marignier, docteur Mazuel, Pouyet, Roussel, docteur Sabaterie, Thave et Philippe Verny, notaire, maire de Vertaizon, du canton de Vertaizon, visant à l'amélioration du traitement des agents voyers (1900)[40],
- qu'un secours soit voté au profit de Léon Jean Berthon, jeune aveugle de l'assistance publique[41],
- reprenant une communication d'Émile Alluard, doyen honoraire de la faculté des sciences et fondateur de l'observatoire du Puy-de-Dôme, à l'Académie des sciences, belles-lettres et arts de Clermont-Ferrand, visant à alerter le préfet sur les dégradations subies par le flanc sud-est de la montagne du Puy-de-Dôme et l'invitant à signaler ce fait à l'administration des eaux et forêts (1902)[47].

#### Rapports
Au nom des différentes commissions dans lesquelles il est nommé, il rédige des rapports relatifs à :
- le budget de l'établissement d'un tramway électrique reliant Royat au sommet du Puy de Dôme (1895)[38],
- le budget de la ligne de chemin de fer de Laqueuille aux stations balnéaires du Mont-Dore et de la Bourboule (1895)[38],
- l'établissement d'un nouveau réseau de tramways électriques desservant le sud de la ville de Clermont-Ferrand (1895)[38],
- la demande de prorogation, formée par la société anonyme des tramways électriques de Clermont-Ferrand, pour une période de vingt-un ans, jusqu'au 31 décembre 1958, de sa concession d'exploitation (1898)[39],
- la substitution, par l'Omnium lyonnais, de l'ingénieur Charton dans la rétrocession de la concession de tramways à traction électrique de Thiers à Saint-Rémy-sur-Durolle (1899)[46],
- aux demandes de concession de la ligne de tramway de Royat au Puy-de-Dôme (1900)[48],
- la création d'une gare de marchandises sur la ligne Clermont-Ferrand-Tulle, entre Clermont-Ferrand et Royat, au lieu-dit Rabanesse (1900)[48],
- les aménagements des rivières d'Allier et de Dore (1900)[40],
- la création d'une halte au pont de David sur la ligne de chemin de fer de Vichy à Ambert (1900)[40],
- la prolongation jusqu'à Vichy de la ligne de chemin de fer de Gerzat à Maringues (1901)[49],
- les travaux de défense entrepris en amont du pont de Limons, sur l'Allier, et votés à la deuxième session de 1901 (1902)[41],
- le projet définitif des comités de la société nationale du grand canal maritime de l'océan à la Méditerranée (1902)[50],
- la suppression du laboratoire de chimie destiné aux analyses minérales du service des mines et le crédit y afférent ainsi que la résiliation du bail du local dans lequel il est installé depuis 1867 (1902)[50],
- la prolongation jusqu'à Vichy de la ligne de chemin de fer de Gerzat à Maringues (1903)[42],
- les travaux de la commission spéciale des tramways départementaux (1903)[51].

### Les élections législatives de 1893 et 1919
Fort de son succès aux élections de 1892, il se présente, sous l'étiquette républicaine, aux élections législatives du 20 août 1893, dans la 2e circonscription de l'arrondissement de Clermont-Ferrand. Soutenu par la presse cléricale et mal connu dans une circonscription où il n'a pas son domicile, il est battu, au premier tour de scrutin, ayant recueilli 6 409 suffrages sur les 20 553 exprimés pour 26 522 inscrits, par Edmond Guyot-Dessaigne, député sortant et ancien garde des sceaux, crédité de 13 582 voix,.
En vue des élections législatives de 1919, il constitue et porte la liste républicaine de défense nationale et agricole, composée d'Antoine Trincard-Moyat, conseiller général, Georges Tixier, secrétaire de l'action départementale républicaine, Georges Courtial, conseiller général et maire d'Ambert, Pierre Dubost, industriel à Saint-Rémy-sur-Durolle, François Morel, avocat à la cour d'appel de Riom, et le docteur Henri Godonnèche, conseiller d'arrondissement et maire de Bagnols. Sixième de sa liste, comme ayant recueilli 37 610 voix, il n'est pas élu. Trois candidats de sa liste obtiennent en revanche un siège : Antoine Trincard-Moyat (38 835 voix) et Georges Tixier (38 649 voix), élus au quotient, et Georges Courtial (38 569 voix), élu à la plus forte moyenne.

### Les élections sénatoriales de 1920
Il se présente aux élections sénatoriales du 11 janvier 1920. Au premier tour de scrutin, il arrive cinquième, comme ayant recueilli 287 voix sur 1 089 suffrages exprimés pour 1 096 votants, derrière Étienne Clémentel, élu, pour avoir obtenu la majorité absolue, avec 645 voix. À l'issue du deuxième tour de scrutin qui ne permet l'élection d'aucun candidat et entraîne donc un troisième tour de scrutin, il se désiste purement et simplement de sa candidature.

## Engagements et carrière civile
En janvier 1899, il adhère à la Ligue de la patrie française.
Durant la première guerre mondiale, il collabore volontairement aux opérations de la première commission de ravitaillement qui assure les fournitures régulières en fourrages et en bétail dans un important centre de production près d'Orcines.
Il intègre également le comité d'Auvergne de l'Agence internationale des prisonniers de guerre et se charge, à ce titre, du fonctionnement de cette dernière, y compris après le rapatriement des prisonniers.
Enfin, il organise, à la demande de l'administration, l'assistance aux démobilisés nécessiteux du Puy-de-Dôme et en dirige le fonctionnement jusqu'à la liquidation. Il verse alors le reliquat d'actif aux pupilles de la Nation et à l'office départemental antituberculeux.
Déjà membre honoraire de la société de secours mutuels La Fraternelle, à Clermont-Ferrand, il en est élu président, le 10 juillet 1906, à l'unanimité,, et conservera ses fonctions jusqu'à son décès, en 1922,.
Vice-président du comité de l'or et des emprunts nationaux, rattaché au comité de l'or de Paris, il dirige les travaux du comité, durant la maladie puis le décès du président, non remplacé.
En 1920, il est membre de la commission permanente des pupilles de la Nation.
Au jour de son décès, il est vice-président de la société hippique.

## Distinctions
Il est nommé, en 1883, officier d'académie.
En séance du 18 janvier 1900, il est nommé membre correspondant de l'Académie des sciences, belles-lettres et arts de Clermont-Ferrand.
Il est reçu membre titulaire de l'Académie des sciences, belles-lettres et arts de Clermont-Ferrand, le 18 janvier 1912.
Par décret du 8 août 1913, il reçoit une mention honorable, pour services rendus à la mutualité, en sa qualité de président de la société La Fraternelle.
Par décret du 9 octobre 1920, il est distingué d'une médaille de bronze, pour services rendus à la mutualité.
Par décret du 7 mai 1921, il est nommé chevalier de la Légion d'Honneur,.

## Sources
1. ↑  Archives départementales du Puy-de-Dôme - Registre des naissances de la ville de Clermont-Ferrand - Année 1853 - Cote 6 E 113/89 - p. 30/191 (http://www.archivesdepartementales.puydedome.fr/ark:/72847/vta4579ba0c43d2f889/daogrp/0/layout:table/idsearch:RECH_ed4f9e462698addfd849353d7fa0fd6c#id:2065124081?gallery=true&brightness=100.00&contrast=100.00&center=1064.635,-2163.987&zoom=10&rotation=0.000)
2. ↑  Archives départementales des Hauts-de-Seine - Registre des mariages de la ville de Neuilly-sur-Seine - Année 1896 - Cote E_NUM_NEU_M1896 - p. 88 et suivante/347 (http://consultation.archives.hauts-de-seine.net/mdr/index.php/docnumViewer/calculHierarchieDocNum/464512/367506:396213:412162:412164:464512/900/1600)
3. ↑  Le mariage est célébré en présence de Jean Charles, pharmacien, âgé de 53 ans, domicilié à Moulins, beau-frère de l'époux, de Gilbert Gaillard, sénateur du Puy-de-Dôme, chevalier de la Légion d'Honneur, âgé de 52 ans, domicilié à Paris, cousin germain de l'époux, de Jules Marie Louis Dautier, ingénieur civil des mines, âgé de 35 ans, domicilié à Paris, et de Paul Victor Piot, courtier en bois, âgé de 30 ans, domicilié à Neuilly, ces deux derniers beaux-frères de l'épouse.
4. ↑  Archives départementales du Puy-de-Dôme - Registre des naissances de la ville de Clermont-Ferrand - Année 1897 - Cote 6 E 1429 - p. 84 et suivante/232 (http://www.archivesdepartementales.puydedome.fr/ark:/72847/vta94dde04b6ac35c1f/daogrp/0/layout:table/idsearch:RECH_125d4820cd13d769db82dc13b3d544e0#id:1418062257?gallery=true&brightness=100.00&contrast=100.00&center=1296.000,-920.000&zoom=7&rotation=0.000)
5. ↑  « Ministère de l'Instruction publique et des Beaux-Arts », Journal officiel de la République française,‎ 15 août 1921, p. 9627 (lire en ligne)
6. 1 2 3 4  « Nécrologie - M. Michel Colombier », Le Moniteur du Puy-de-Dôme,‎ 30 juin 1922, p. 2 (lire en ligne)
7. 1 2 3 4  « Les obsèques de M. Colombier », Le Moniteur du Puy-de-Dôme,‎ 4 juillet 1922, p. 2 (lire en ligne)
8. ↑  Michel Colombier, Droit romain : De la pénalité en droit romain, des aggravations et des atténuations qu'elle pouvait subir – Droit français : Des fonctions de président en matière pénale, Paris, F. Pichon et A. Cotillon, imprimeurs, 1881 (lire en ligne)
9. ↑  « Chronique locale - L'ordre des avocats », Le Moniteur du Puy-de-Dôme,‎ 22 novembre 1894, p. 2 (lire en ligne)
10. ↑  « Chronique locale - Le barreau de Clermont », Le Moniteur du Puy-de-Dôme,‎ 17 novembre 1895, p. 2 (lire en ligne)
11. ↑  « Chronique - Au Barreau de Clermont-Ferrand », Le Moniteur du Puy-de-Dôme,‎ 16 juillet 1914, p. 3 (lire en ligne)
12. ↑  « Chronique locale », Le Moniteur du Puy-de-Dôme,‎ 12 novembre 1890, p. 2 (lire en ligne)
13. ↑  « Chronique locale - L'ordre des avocats », Le Moniteur du Puy-de-Dôme,‎ 22 novembre 1891, p. 2 (lire en ligne)
14. ↑  « Chronique locale - Le conseil de l'ordre des avocats », Le Moniteur du Puy-de-Dôme,‎ 14 novembre 1892, p. 1 et 2 (lire en ligne)
15. ↑  « Chronique locale - Le barreau de Clermont », Le Moniteur du Puy-de-Dôme,‎ 18 novembre 1893, p. 2 (lire en ligne)
16. ↑  « Chronique locale - Barreau de Clermont », Le Moniteur du Puy-de-Dôme,‎ 29 novembre 1896, p. 2 (lire en ligne)
17. ↑  « Chronique locale - Ordre des avocats du barreau de Clermont », Le Moniteur du Puy-de-Dôme,‎ 14 novembre 1897, p. 2 (lire en ligne)
18. ↑  « Chronique locale - Le Barreau de Clermont », Le Moniteur du Puy-de-Dôme,‎ 16 novembre 1898, p. 2 (lire en ligne)
19. ↑  « Chronique locale - Barreau de Clermont », Le Moniteur du Puy-de-Dôme,‎ 29 novembre 1899, p. 2 (lire en ligne)
20. ↑  « Chronique locale - Barreau de Clermont », Le Moniteur du Puy-de-Dôme,‎ 15 novembre 1902, p. 2 (lire en ligne)
21. ↑  « Chronique locale - Conseil de l'ordre des avocats », Le Moniteur du Puy-de-Dôme,‎ 4 novembre 1903, p. 2 (lire en ligne)
22. ↑  « Chronique locale - Ordre des Avocats », Le Moniteur du Puy-de-Dôme,‎ 14 novembre 1906, p. 2 (lire en ligne)
23. ↑  « Chronique locale - Le Conseil de l'Ordre des Avocats », Le Moniteur du Puy-de-Dôme,‎ 6 novembre 1905, p. 2 (lire en ligne)
24. ↑  « Chronique locale - Conseil de l'Ordre des Avocats », Le Moniteur du Puy-de-Dôme,‎ 12 octobre 1912, p. 2 (lire en ligne)
25. ↑  « Chronique locale - Au barreau de Clermont », Le Moniteur du Puy-de-Dôme,‎ 16 juillet 1913, p. 2 (lire en ligne)
26. ↑  « Chronique locale - Au Barreau de Clermont », Le Moniteur du Puy-de-Dôme,‎ 18 juillet 1919, p. 2 (lire en ligne)
27. ↑  « Chronique locale - Ordre des avocats », Le Moniteur du Puy-de-Dôme,‎ 4 juillet 1920, p. 2 (lire en ligne)
28. ↑  « Le Laboureur - Nouvelles agricoles - Fraudeurs de vins », La Croix supplément,‎ 23 novembre 1895, p. 4 (lire en ligne)
29. ↑  « Justice - Les vignerons de Monton », La Croix,‎ 26 mars 1896, p. 3 (lire en ligne)
30. ↑  « La revanche des Thomas - l'Antiquaire Dufay arrêté à Clermont », Le Journal,‎ 8 novembre 1907, p. 1 et 2 (lire en ligne)
31. ↑  « Thomas et sa bande - Confrontations dans le cabinet du juge », Le Petit Parisien,‎ 15 novembre 1907, p. 2 (lire en ligne)
32. ↑  « Les dévaliseurs d'églises - Condamnation de la bande Thomas - Les antiquaires sont acquittés », Le Petit Parisien,‎ 5 décembre 1908, p. 4 (lire en ligne)
33. ↑  « Plus de cent ans après avoir été volée par les frères Thomas, la châsse d'Ambazac exposée au Metropolitan museum de New York », La Montagne,‎ 1er septembre 2016 (lire en ligne)
34. ↑  « Élections au Conseil général et Conseil d'arrondissement », Le Moniteur du Puy-de-Dôme,‎ 31 juillet 1892, p. 1 (lire en ligne)
35. ↑  « Chronique locale - L'élection de Clermont-Nord », Le Moniteur du Puy-de-Dôme,‎ 7 août 1892, p. 2 (lire en ligne)
36. ↑  « Chronique locale - Élection au Conseil général - Clermont-Nord », Le Moniteur du Puy-de-Dôme,‎ 9 août 1892, p. 2 (lire en ligne)
37. 1 2  Rapport présenté au Conseil général du Puy-de-Dôme par M. Bardon, Préfet du département, à la session d'avril 1893, Clermont-Ferrand, Typographie et lithographie G. Mont-Louis, 1893 (lire en ligne), p. 278 et suivantes et 354
38. 1 2 3 4 5  Conseil général du Puy-de-Dôme, Rapport présenté au Conseil général du Puy-de-Dôme par M. Bardon, Préfet du département, à la session d'août 1895, Clermont-Ferrand, Typographie et lithographie G. Mont-Louis, 1895 (lire en ligne), p. 566, 568, 578, 648 et suivante, 788, 870 et 871
39. 1 2 3 4  Conseil général du Puy-de-Dôme, Rapport présenté au Conseil général du Puy-de-Dôme par M. Ardisson, Préfet du département, à la session d'août 1898, Clermont-Ferrand, Typographie et lithographie G. Mont-Louis, 1898 (lire en ligne), p. 641, 642, 767, 768, 878 et suivantes et 886
40. 1 2 3 4 5  Conseil général du Puy-de-Dôme, Rapport présenté au Conseil général du Puy-de-Dôme par M. Paul Joly, Préfet du département, à la session d'août 1900, Clermont-Ferrand, Typographie et lithographie G. Mont-Louis, 1900 (lire en ligne), p. 618 et suivante, 625 et suivante, 724, 768, et 870 et suivante
41. 1 2 3  Département du Puy-de-Dôme, Procès-verbal des délibérations du Conseil général - Session d'avril 1902, Clermont-Ferrand, Typographie et lithographie G. Mont-Louis, 1902 (lire en ligne), p. 41 et suivante, 46 et 85 et suivante
42. 1 2  Département du Puy-de-Dôme, Procès-verbal des délibérations du Conseil général - Session d'avril 1903, Clermont-Ferrand, Typographie et lithographie G. Mont-Louis, 1903 (lire en ligne), p. 47 et suivantes et 202
43. ↑  Département du Puy-de-Dôme, Procès-verbal des délibérations du Conseil général - Session d'avril 1904, Clermont-Ferrand, Typographie et lithographie G. Mont-Louis, 1904 (lire en ligne), p. 62 et suivante
44. ↑  « Chronique locale - Les élections départementales - Conseil général - Clermont - Clermont-Nord », Le Moniteur du Puy-de-Dôme,‎ 1er août 1904, p. 1 (lire en ligne)
45. 1 2 3  Conseil général du Puy-de-Dôme, Rapport présenté au Conseil général du Puy-de-Dôme par M. Bardon, Préfet du département, à la session d'août 1896, Clermont-Ferrand, Typographie et lithographie G. Mont-Louis, 1896 (lire en ligne), p. 563 et 564
46. 1 2  Conseil général du Puy-de-Dôme, Rapport présenté au Conseil général du Puy-de-Dôme par M. Ardisson, Préfet du département, à la session d'avril 1899, Clermont-Ferrand, Typographie et lithographie G. Mont-Louis, 1899 (lire en ligne), p. 211 et 243
47. 1 2  « Chronique locale - Les élections législatives », Le Moniteur du Puy-de-Dôme,‎ 20 août 1893, p. 1 (lire en ligne)
48. 1 2  Conseil général du Puy-de-Dôme, Rapport présenté au Conseil général du Puy-de-Dôme par M. Paul Joly, Préfet du département, à la session d'avril 1900, Clermont-Ferrand, Typographie et lithographie G. Mont-Louis, 1900 (lire en ligne), p. 396
49. ↑  Département du Puy-de-Dôme, Procès-verbal des délibérations du Conseil général - Session d'avril 1901, Clermont-Ferrand, Typographie et lithographie G. Mont-Louis, 1901 (lire en ligne), p. 272 et suivantes
50. 1 2  Département du Puy-de-Dôme, Procès-verbal des délibérations du Conseil général - Session d'août 1902, Clermont-Ferrand, Typographie et lithographie G. Mont-Louis, 1902 (lire en ligne), p. 242 et suivantes, 346
51. ↑  Département du Puy-de-Dôme, Procès-verbal des délibérations du Conseil général - Session d'août 1903, Clermont-Ferrand, Typographie et lithographie G. Mont-Louis, 1903 (lire en ligne), p. 280 et suivantes
52. ↑  « Les élections législatives du 20 août 1893 - Arrondissement de Clermont-Ferrand », Le Moniteur du Puy-de-Dôme,‎ 22 août 1893, p. 1 (lire en ligne)
53. ↑  « La vie politique - Les candidatures dans les départements », Le Radical,‎ 4 novembre 1919, p. 2 (lire en ligne)
54. ↑  « Les résultats », Le Moniteur du Puy-de-Dôme,‎ 19 novembre 1919, p. 2 (lire en ligne)
55. ↑  « Les élections sénatoriales - M. Clémentel élu au 1er tour - MM. Gomot, Sabaterie et Bony-Cisternes élus au 3e tour - Les scrutins », Le Moniteur du Puy-de-Dôme,‎ 12 janvier 1920, p. 1 (lire en ligne)
56. ↑  « La Patrie française - Adhérents - Septième liste (suite et fin) », Le Journal,‎ 20 janvier 1899, p. 4 (lire en ligne)
57. 1 2 3 4 5 6  Base Leonore - COLOMBIER Michel - Notice n°LH/572/90 (http://www2.culture.gouv.fr/LH/LH044/PG/FRDAFAN83_OL0572090v001.htm)
58. 1 2  « Ministère du travail et de la prévoyance sociale », Journal officiel de la République française,‎ 11 août 1913, p. 7290 (lire en ligne)
59. 1 2  « Ministère de l'Hygiène, de l'Assistance et de la Prévoyance sociale », Journal officiel de la République française,‎ 17 octobre 1920, p. 15834 (lire en ligne)
60. 1 2  « Ministère de la Guerre », Journal officiel de la République française,‎ 12 mai 1921, p. 5677 (lire en ligne)
61. ↑  Académie des Sciences, Belles-Lettres et Arts de Clermont-Ferrand, Bulletin historique et scientifique de l'Auvergne, Clermont-Ferrand, Louis Bellet, imprimeur-libraire, 1900 (lire en ligne), p. 21
62. ↑  Académie des Sciences, Belles-Lettres et Arts de Clermont-Ferrand, Bulletin historique et scientifique de l'Auvergne, Clermont-Ferrand, Louis Bellet, imprimeur-éditeur, 1912 (lire en ligne), p. 19